# Hollersbach im Pinzgau
Hollersbach im Pinzgau è un comune austriaco di 1 158 abitanti nel distretto di Zell am See, nel Salisburghese. Nel 1936 è stato accorpato alla città di Mittersill, poi è ritornato autonomo nel 1945